# Desert (Band)
Desert ist eine israelische Power-Metal-Band. Der Bandname bezieht sich laut Aussage der Band auf die biblischen Wüsten, durch die Moses sein Volk ins Heilige Land führte.

## Geschichte
Die Band wurde 2002 vom Keyboarder Oleg Aryutkin ursprünglich als Powermetalact gegründet. Bereits in dieser Zeit spielte die Band einige Konzerte, vor allem in Israel selbst. Im Jahr 2005 veröffentlichte Desert ihr erstes Demo unter dem Titel The Way to Honor, auf welchem bereits erste Stücke mit historischem Thema auftauchten.
Nach ihrem zweiten Album Prophecy of the Madman, welches 2006 erschien, unterzeichnete Desert bei dem griechischen Label Sleaszy Rider Records.
2011 veröffentlichte Desert ihr erstes vollständiges Album mit dem Titel Star of Delusive Hopes. Das Album erreichte recht positive Kritiken, zum Beispiel von der Seite metal.archives.com, die das Album für „ein sehr gelungenes Debüt halten“. Bei dem Song Lament for Soldier's Glory war Joakim Brodén von Sabaton zu hören. Im selben Jahr tourte Desert das erste Mal durch verschiedene europäische Staaten und stand zum Beispiel beim Sabaton Open Air in Falun auf der Bühne.
Im Jahr 2015 erschien das Album Never Regret, bei dem Ralf Scheepers, bekannt von Gamma Ray, bei dem Lied 1812 mitsang. Weiterhin erschien zum Lied Son of a Star ein Musikvideo, das in der israelischen Negev gedreht wurde. Das Album erhielt wie sein Vorgänger größtenteils positive Kritiken.
Ab 2016 tourte Desert wieder durch verschiedene Länder, unter anderem als Support für Sabaton oder Civil War.
Das Jahr 2017 soll laut Aussage der Band für die Arbeit am neuen Album genutzt werden.

## Stil
Ursprünglich als reine Power-Metal-Band gegründet, ist die Band heute im Stil auch dem Epic und dem Dark Metal zuzuordnen. Ähnlich wie bei Sabaton und Civil War beschäftigen sich die Texte von Desert mit historischen, oft im Zusammenhang mit Krieg und Militär stehenden Themen, wie zum Beispiel Son of a Star (beschäftigt sich mit Simon bar Kochba, dem Anführer des jüdischen Aufstands gegen die Römer) oder Lament for Soldier's Glory (über den Befehl 227 von Stalin).

## Sonstiges
Die Bandmitglieder stammen zu einem großen Teil aus der ehemaligen Sowjetunion.

## Diskografie

### Alben
- 2005: The Way to Honor  (Demo)
- 2006: Prophecy of the Madman (EP)
- 2011: Star of Delusive Hopes
- 2015: Never Regret
- 2019: Fortune Favors The Brave
- 2022: Soul of a Wanderer - Revisited

### Singles
- 2021: A Cry from the Deep